# En sautoir
De woorden "en sautoir" (Frans voor "op de borst") geven aan dat men een onderscheiding of het kleinood van een ridderorde om de hals draagt.

Meestal gaat het om de ridderkruisen van oude adellijke ridderorden zoals de Johanniterorde⁣, maar hoe het ook zij, een om de hals gedragen onderscheiding geeft veel prestige en is in de moderne orden het privilege van de commandeurs en grootofficieren. 
De oudste ridderorden werden altijd aan een lint of keten om de hals gedragen; later ontstonden het grootlint en het kleine lint op het revers.
Bij een rokkostuum draagt men het lint onder de witte strik en hangt het kruis twee vingers onder de knoop. Bij uniformen en andere kleding is er meer vrijheid in de wijze van "en sautoir" dragen.
Het was niet ongebruikelijk om een aantal, soms wel zes, commandeurskruisen onder de knopen van een uniformjas te laten uitsteken.
Dames dragen hun onderscheidingen zelden en sautoir; hun onderscheidingen worden aan een strik op de borst gedragen.
Sinds enige tijd is het ook gebruikelijk om een onderscheiding "en sautoir" bij een smoking te dragen.

## "En sautoir" in de heraldiek
In de heraldiek bedoelt men met de term "en sautoir": "geplaatst als een andreaskruis". Zie ook de lijst van vaktermen in de heraldiek.